# 彭波萨圣母堂
彭波萨圣母堂（Chiesa di Santa Maria della Pomposa）是意大利摩德纳城中的一座古老教堂，曾经位于城墙边缘。它的名字来源于位于波河三角洲附近的彭波萨修道院。
1153年，该地点的一座宗教建筑见于记载。1716年，摩德纳公爵里纳尔多一世将这栋建筑授予他的图书管理员卢多维科·安东尼奥·穆拉托里（1762-1750年）。1774年，该堂改为世俗用途，和“埃德斯·穆拉托里亚纳”（Aedes Muratoriana）一起，被埃克勒三世公爵授予圣巴斯弟盎善会。这座教堂于1814年重新祝圣。1922年，穆拉托里被安葬在教堂里，并有一座由卢多维科·波格利亚吉雕刻的墓碑。里面的作品中，包括贝尔纳迪诺·塞尔维的系列油画《圣巴斯弟盎的生平》，以及乔瓦尼·布朗格的《加冕圣母与圣巴斯弟盎、罗格和吉米尼亚诺》，这是一幅科雷吉欧画作的复制品，目前在德累斯顿。附近的博物馆关注卢多维科·安东尼奥·穆拉托里的生平和作品。

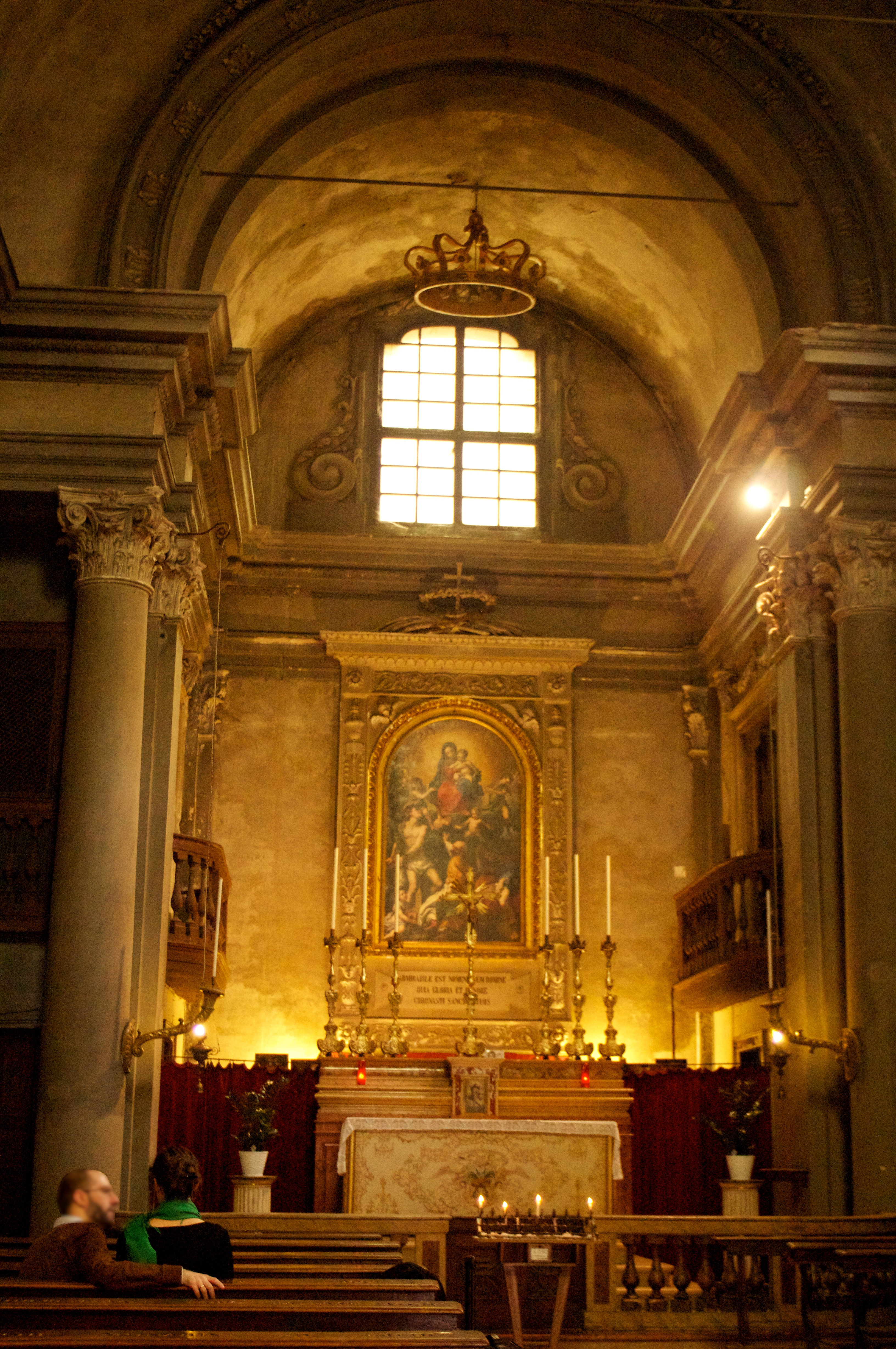
内部
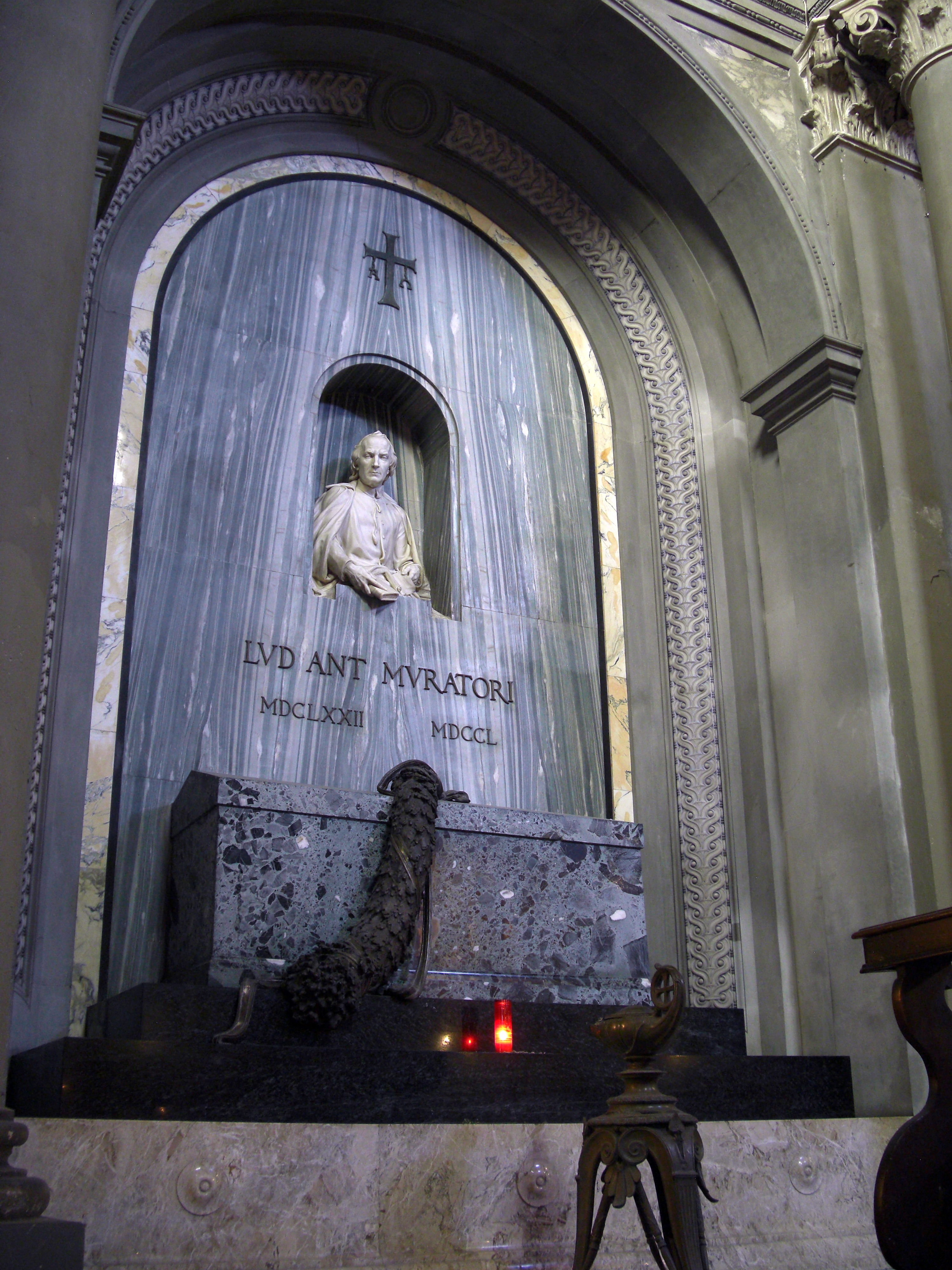
穆拉托里墓
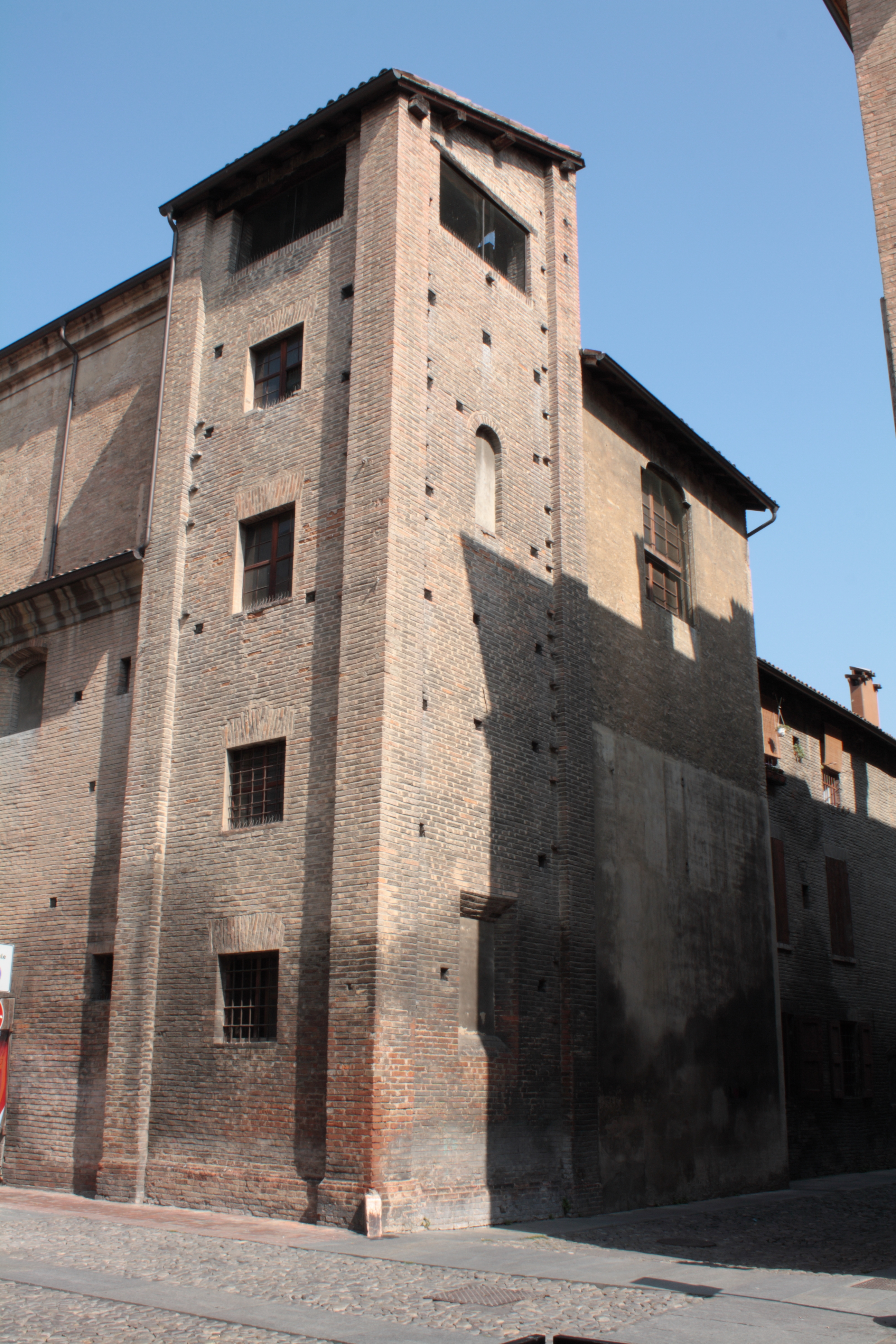